# Wet tuchtrechtspraak accountants
De Wet tuchtrechtspraak accountants (Wtra) is een Nederlandse wet die het tuchtrecht voor accountants regelt. De wet is in werking getreden met ingang van 1 mei 2009 (de wettekst dateert van 27 juni 2008) en vervangt de oude regeling met betrekking tot de voormalige Raden van Tucht. De wet uniformeert het tuchtrecht voor registeraccountants en accountant-administratieconsulenten tot een uniforme regeling. Vanaf die datum is de tuchtrechtspraak in eerste aanleg overgegaan van de Raden van Tucht in Den Haag en Amsterdam naar de Accountantskamer in Zwolle. Het College van Beroep voor het bedrijfsleven (CBb) blijft de beroepsinstantie en hoogste tuchtrechter voor accountants.
De Wet tuchtrechtspraak accountants heeft in de loop der jaren diverse wijzigingen ondergaan en de hiernavolgende bespreking is gebaseerd op de wettekst zoals die geldt vanaf 1 januari 2019 tot nader order.

## Doel van het tuchtrecht
Het doel van het tuchtrecht is voorkomen dat accountants in de uitoefening van hun beroep misslagen begaan. Artikel 42 van de Wet op het accountantsberoep (Wab) bepaalt dat de accountant ten aanzien van de uitoefening van zijn beroep is onderworpen aan tuchtrechtspraak op grond van de Wet tuchtrechtspraak accountants (Wtra) ter zake van enig handelen of nalaten in strijd met het bij of krachtens die wet bepaalde en enig ander dan het hiervoor bedoelde handelen of nalaten in strijd met het belang van een goede uitoefening van het accountantsberoep.

## Het tuchtgeding in eerste aanleg
Een ieder kan bij een vermoeden van tuchtrechtelijk verwijtbaar handelen of nalaten door een accountant door middel van een klaagschrift een klacht indienen bij de Accountantskamer. Bij het klaagschrift worden alle op de zaak betrekking hebbende stukken aan de Accountantskamer overgelegd. De Accountantskamer neemt de klacht niet in behandeling indien tussen het moment van het handelen of nalaten en het moment van indiening van de klacht een periode van tien jaar is verstreken. Deze periode van tien jaar geeft een klager dus zeer lang gelegenheid om een klacht in te dienen. 
De Accountantskamer zendt een afschrift van het klaagschrift met bijlagen door aan de betrokken accountant met het verzoek om daar schriftelijk op te reageren. Daarna kan dan eventueel nog een ronde van repliek en dupliek volgen. De betrokken accountant wordt binnen een termijn van ten hoogste tien weken nadat de zaak bij de accountantskamer aanhangig is gemaakt opgeroepen om op een door de voorzitter te bepalen dag en uur ter zitting te verschijnen. De zitting is openbaar, maar de Accountantskamer kan bepalen dat de behandeling van de zaak geheel of gedeeltelijk met gesloten deuren plaatsvindt indien een openbare behandeling een goede rechtspleging of de belangen van de betrokken accountant, klager of derden ernstig zou schaden. Een zitting met gesloten deuren komt vrijwel nooit voor en een verzoek daartoe wordt al gauw afgewezen. Een van de weinige zaken en misschien wel de enige die gedeeltelijk achter gesloten deuren is behandeld betreft 11/455 Wtra AK en betrof een zaak met het Openbaar Ministerie, Functioneel Parket als klager. De Accountantskamer doet schriftelijk uitspraak en alle uitspraken worden allemaal openbaar gemaakt door publicatie op de website "Tuchtrecht Rijksoverheid". Uitspraken van de Accountantskamer worden ook besproken op de website van de Koninklijke Nederlandse Beroepsorganisatie van Accountants (KNBA).

## Tuchtrechtelijke maatregelen
Indien een klacht gegrond bevonden wordt kan de Accountantskamer een van de volgende maatregelen opleggen:
a. waarschuwing;
b. berisping;
c. geldboete;
d. tijdelijke doorhaling van de inschrijving van de accountant in de registers voor ten hoogste drie jaren;
e. doorhaling van de inschrijving van de accountant in de registers. In het geval waarin de accountantskamer doorhaling van de inschrijving van betrokkene in de registers gelast, bepaalt zij tevens de termijn waarbinnen betrokkene niet opnieuw in de registers kan worden ingeschreven. Deze termijn bedraagt maximaal 10 jaren.

## Hoger beroep
De betrokken accountant, de klager of de Koninklijke Nederlandse Beroepsorganisatie van Accountants (KNBA) kunnen ieder binnen zes weken na de dag van verzending van de uitspraak van de Accountantskamer hoger beroep instellen bij het College van Beroep voor het bedrijfsleven (CBb). Het hoger beroep wordt ingesteld door het indienen van een beroepschrift bij het college. Het beroepschrift bevat de gronden van het hoger beroep. Het college behandelt de zaak dan opnieuw en doet ook weer schriftelijk uitspraak. Ook die uitspraak wordt openbaar gemaakt door publicatie op 'rechtspraak.nl'.